# Ksaver Šandor Gjalski
Ksaver Šandor Gjalski, auch Đalski (* 26. Oktober 1854 in Gredice; † 9. Februar 1935 ebenda) war ein kroatischer Schriftsteller.

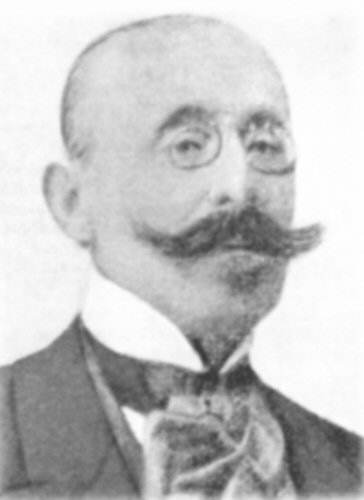
Ksaver Šandor Gjalski

## Leben
Der Name  Ksaver Šandor Gjalski ist ein Pseudonym. Sein eigentlicher Name lautete Ljubomil Tito Josip Franjo Babić. Er war Adeliger und wurde auf dem Familiensitz Gredice geboren. Die Volksschule und das Gymnasium besuchte er in Varaždin, Rechtswissenschaften studierte er in Zagreb (1871–1873) und Wien, wo er 1878 das Staatsexamen ablegte. Über 20 Jahre hinweg blieb er Assessor, und zwar in Koprivnica, Osijek (1879), Virovitica (1880), Pakrac (1886), Sisak und Sušak (1887) und Zagreb (1891). Nach seiner Pensionierung 1898 kehrte er wieder in sein geliebtes Gredice zurück. 1903 übernahm er die Redaktion der Zeitschrift Vijenac. Politisch war Gjalski anfänglich Anhänger der Rechtspartei, später dann von Josip Juraj Strossmayer. 1906 wurde er Abgeordneter des kroatischen Sabors und des kroatisch-ungarischen Sabors in Budapest auf der Liste der kroatisch-serbischen Koalition. 1909–1918 war Gjalski Vorsitzender des Verbandes kroatischer Schriftsteller. 1917–1918 war er Obergespan der Zagreber Gespanschaft und 1919 Mitglied der provisorischen Nationalvertretung in Belgrad. Danach lebte er bis zu seinem Tod auf seinem Gut im Ruhestand.

## Werk
Gjalski wird der Epoche des kroatischen Realismus zugezählt. Er verfasste Romane und Erzählungen. Am bekanntesten blieb sein erster Erzählband Pod starim krovovima, in dem er vom langsamen Verlöschen des kroatischen Adels und dessen Unverständnis der modernen Zeiten schrieb. In seinen späteren Werken näherte er sich bereits der kroatischen Moderne an. Gjalski war ein Anhänger des Pessimismus Schopenhauers.

## Schriften

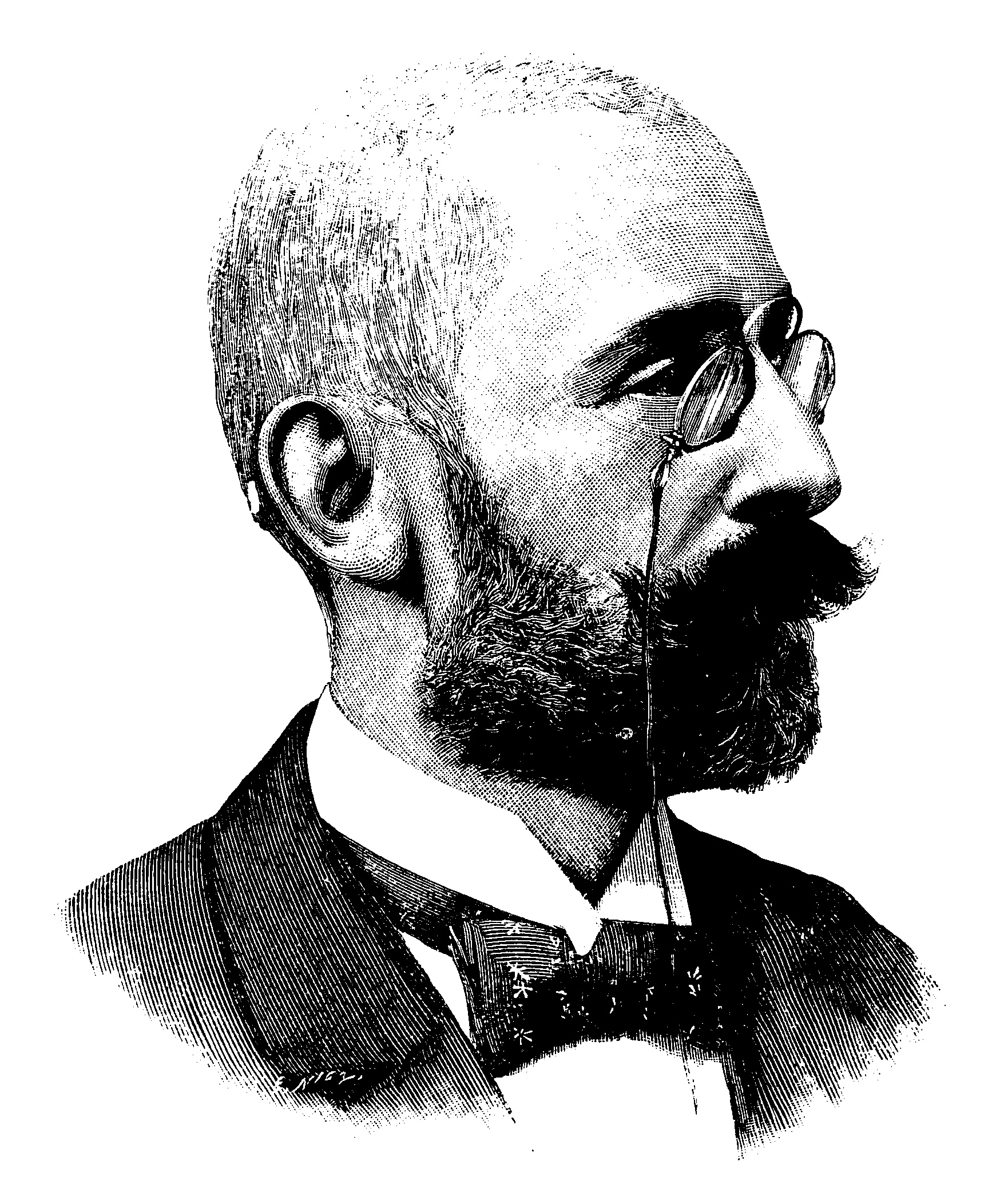

- Pod starimi krovovi, Erzählungen 1886
- Tri pripovijesti bez naslova, Erzählungen 1887
- U noći, Roman 1887
- Bijedne priče, Erzählungen 1888
- Na rođenoj grudi, 1890
- Maričon, 1890
- Iz varmeđinskih dana, 1891
- Osvit, 1892
- Male pripovijesti, Erzählungen 1894
- Radmilović, Roman 1894
- Diljem doma, 1899
- Izlet Grincziger Pála na Magyar tenger, 1902
- Đurđica Agićeva, 1903
- Za materinsku riječ, 1906
- U novom dvoru, 1913
- K stogodišnjici moga oca, 1913
- Sveukupna djela Ksavera Šandora Gjalskog, 1912–14
- Ljubav lajtnanta Milića i druge pripovijetke, Erzählungen 1923
- Pronevjereni ideali, 1923
- Dolazak Hrvata, 1924
- Sveukupna djela, 6 Bde. 1931–35
- Erzählungen, dt. o.J
- Naja, Erzählung dt., um 1920